# Surčin
Surčin (v srbské cyrilici Сурчин) je předměstí Bělehradu. Známý je především díky Letišti Nikoly Tesly, hlavnímu bělehradskému vzdušnému přístavu a také leteckému muzeu. Administrativně spadá Opština Surčin pod město Bělehrad, podle sčítání lidu z roku 2011 měla 17 356 obyvatel.
Surčin leží v rovinaté krajině. Zástavbu na východě vymezuje sídliště Nový Bělehrad, na jihu rameno řeky Sávy s názvem Galovica, na západě další slepá ramena řeky a na severu již zmíněné letiště.

## Historie
Poprvé je Surčin připomenut v královské chartě z roku 1404, ve které byla vesnice darována feudální rodině Morovićů. Po Požarevackém míru v roce 1718 připadl zemunské rodině grófa Šenborna a od roku 1745 byl součástí tzv. Vojenské hranice. Nejstarší kostel v obci pochází z roku 1786; dodnes dochovaný kostel (pravoslavný) byl vybudován v letech 1788 až 1812 a zasvěcen je sv. Petce. Kromě pravoslavného existuje v Surčinu také i katolický kostel.
V roce 1786 byla v Surčinu zřízena také škola, která v roce 1817 získala novou budovu. Před první světovou válkou existovaly v obci už tři školy; chorvatská (neboť až do první světové války byl Surčin součástí Chorvatska), německou a srbskou. V roce 1965 byl administrativně součástí Zemunu a od roku 2003 je samostatnou opštinou (v rámci srbské metropole Bělehradu.
Ve druhé polovině 20. století byl Surčin přičleněn k Bělehradu a západní hranice obce se stala rovněž i hranicí mezi centrálním Srbskem a regionem Vojvodina. Na východním okraji Surčinu vyrostl v bezprostřední blízkosti letiště tzv. Nový Surčin. V roce 2011 byla otevřena nedaleko obce dálnice, která představuje obchvat Bělehradu a zajišťuje lepší dopravní spojení Surčinu se zbytkem země. Vedena je po náspu, který prochází západním okrajem města. U dálnice vznikla v blízkosti Surčinu také logistická zóna s různými sklady. Ve stejné dekádě byla zvažována i výstavba stadionu na území Surčinu, k té nicméně nikdy nedošlo. Výhledově by zde však měl vést přivaděč dálnice A2 z Nového Bělehradu. 

## Vývoj počtu obyvatel
- 1921 – 3 250
- 1931 – 3 502
- 1961 – 6 160
- 1971 – 10 550
- 1981 – 12 575
- 1991 – 11 826
- 2002 – 14 292
- 2011 – 17 356

## Ekonomika
Surčin je hospodářsky propojen s Bělehradem. Značný význam má nedaleké letiště. Nemalá část místního obyvatelstva se věnuje zemědělství, v okolí Surčinu se nachází vepřín.